# واش‌بولدوگ‌آسونی
واش‌بولدوگ‌آسونی (به مجاری:  Vasboldogasszony) یک سکونتگاه مسکونی در مجارستان است که در زالا واقع شده‌است.

## خصوصیات
واش‌بولدوگ‌آسونی ۱۱٫۷۵ کیلومترمربع مساحت و ۶۴۴ نفر جمعیت دارد.